# Samo Medved
Samo Medved, född 22 mars 1962, är en slovensk bågskytt. Han deltog vid olympiska sommarspelen 1992 och olympiska sommarspelen 1996.